# Catharinea trianae
Catharinea trianae là một loài rêu trong họ Polytrichaceae. Loài này được (Müll. Hal.) Hampe mô tả khoa học đầu tiên năm 1865.